# Año Internacional del Espacio
1992 fue proclamado  como el Año Internacional del Espacio por la Asamblea General de las Naciones Unidas mediante la Resolución 44/46, adoptada el 8 de diciembre de 1989. Esta iniciativa buscó promover la exploración y uso pacífico del espacio ultraterrestre como herramienta clave para abordar desafíos globales y avanzar en el desarrollo sostenible. El año conmemorativo subrayó la importancia de que todos los países, especialmente aquellos en desarrollo, se beneficiaran de los avances tecnológicos y científicos derivados de la investigación y aplicación de tecnologías espaciales.
Bajo el lema “Misión al Planeta Tierra", la proclamación destacó la necesidad de fortalecer la cooperación internacional para proteger el medio ambiente espacial frente a desafíos como la proliferación de desechos espaciales y la militarización del espacio. Inspirado por el quinto centenario del viaje de Cristóbal Colón a las Américas en 1492, el Año Internacional del Espacio estableció un paralelismo entre la era de los descubrimientos y el futuro de la exploración espacial, reforzando la idea de que el espacio es el próximo gran desafío para la humanidad. Este enfoque reflejaba el compromiso de las Naciones Unidas con la preservación del espacio como patrimonio común de la humanidad.

## Actividades y alcance
A lo largo del año se desarrollaron múltiples actividades encaminadas a promover los objetivos de la proclamación. Uno de los ejes principales fue la sensibilización pública sobre los beneficios del uso pacífico del espacio. Esto incluyó la organización de talleres, exposiciones y conferencias que reunieron a expertos, responsables políticos y ciudadanos interesados. Dichos eventos se llevaron a cabo en distintas regiones, buscando fomentar un entendimiento más amplio sobre cómo las tecnologías espaciales pueden abordar problemas cotidianos y globales, como la gestión de desastres naturales, la conservación del medio ambiente y la mejora de las comunicaciones.
Otro componente esencial fue la capacitación técnica y la transferencia de conocimientos. A través del Programa de Aplicaciones de Tecnología Espacial de la ONU, se impartieron cursos especializados en áreas como la teleobservación terrestre, la navegación por satélite y los sistemas de comunicación. Estas iniciativas se enfocaron especialmente en fortalecer las capacidades de los países en desarrollo, permitiéndoles acceder y aprovechar los beneficios de las aplicaciones espaciales.
La cooperación internacional también fue un aspecto prioritario. Durante este año, participaron agencias espaciales nacionales y organizaciones internacionales en proyectos conjuntos de investigación y desarrollo tecnológico, promoviendo la transferencia de tecnología y el intercambio de experiencias. Estas colaboraciones consolidaron redes globales de cooperación, destacando iniciativas como la misión "Space Flight Europe-America 500", impulsada por Rusia, que simbolizó un esfuerzo por fomentar la paz y el entendimiento mutuo mediante actividades espaciales.
Además, este año promovió activamente la protección del medio ambiente espacial. Las Naciones Unidas hicieron un llamado a los Estados miembros para abordar los riesgos asociados a los desechos espaciales y trabajar en normativas internacionales que garantizaran un uso sostenible del espacio. Asimismo, se enfatizó la importancia de impedir la militarización del espacio y de garantizar que todas las actividades espaciales se realizaran con fines pacíficos. Esta postura fue reforzada por el Secretario General de la ONU, Boutros Boutros-Ghali, quien subrayó la relevancia de entender la Tierra como un sistema único e interdependiente, apoyado por las ciencias y tecnologías espaciales.
Entre los logros más significativos del año se destacó el incremento en el desarrollo de satélites y tecnologías de observación terrestre con aplicaciones prácticas en áreas como la agricultura, la gestión de recursos naturales y el monitoreo ambiental. Estas herramientas demostraron su potencial para beneficiar a comunidades en todo el mundo, reforzando el compromiso global con la sostenibilidad y la equidad en el acceso a los beneficios espaciales.